# Sphaeroma terebrans
Sphaeroma terebrans är en kräftdjursart som beskrevs av Charles Spence Bate 1866. Sphaeroma terebrans ingår i släktet Sphaeroma och familjen klotkräftor.
Artens utbredningsområde är Mexikanska golfen. Inga underarter finns listade i Catalogue of Life.